# Instytut Przemysłu Gumowego
Instytut Przemysłu Gumowego – jednostka badawcza Ministerstwa Przemysłu Chemicznego, powołana z zadaniem prowadzenia prac naukowo-badawczych w dziedzinie gumy, w celu zapewnienia rozwoju produkcji przemysłowej w dziedzinie inżynierii chemicznej, fizykochemii, fizyki oraz analizy technicznej.  

## Powołanie Instytutu
Na podstawie uchwały Rady Ministrów z 1953 r. w sprawie przekształcenia Centralnego Laboratorium Badawczego Przemysłu Gumowego w Instytut Przemysłu Gumowego oraz nadania mu statutu ustanowiono Instytut. Powstanie Instytutu miało związek z ustawą z 1951 r. o tworzeniu instytutów naukowo-badawczych dla potrzeb gospodarki narodowej.
Zwierzchni nadzór nad Instytutem sprawował Minister Przemysłu Chemicznego przez Centralny Zarząd Przemysłu Gumowego.

## Zadania Instytutu
Zadaniem Instytutu było prowadzenie prac naukowo-badawczych, a w szczególności:
- organizowanie i prowadzenie prac naukowo-badawczych dla stworzenia podstaw zarówno teoretycznych jak i praktycznych dla nowych działów produkcji lub nowych metod wytwarzania i organizacji pracy,
- śledzenie postępu technicznego i naukowego oraz udzielanie opinii w sprawach związanych z postępem wiedzy i techniki,
- udoskonalanie i usprawnianie metod już stosowanych w przemyśle,
- inicjowanie nowych działów produkcji i współpraca przy ich organizowaniu,
- przeprowadzanie ekspertyz, zleconych prac technicznych i naukowo-badawczych,
- kształcenie przyszłych naukowców dla potrzeb własnych i innych instytutów naukowych oraz kształcenie personelu przemysłu w zakresie nowych metod lub nowych gałęzi przemysłu, nie uwzględnionych w programach szkolnictwa,
- współdziałanie w pracach zbiorowych, organizowanych przez inne instytuty i pracownie szkół wyższych i innych ośrodków badawczych w celu rozwiązania bardziej złożonych zagadnień,
- nawiązywanie i utrzymywanie łączności z odpowiednimi instytucjami i organizacjami za granicą,
- prowadzenie dokumentacji i informacji naukowej i naukowo-technicznej.

## Kierowanie Instytutem
Na czele instytutu stał dyrektor, który kierował samodzielnie działalnością Instytutu i był za nią odpowiedzialny. Dyrektor zarządzał Instytutem przy pomocy jednego zastępcy. Zastępca miał przydzielony sobie zakres prac, za który odpowiadał przed dyrektorem. Dyrektora i jego zastępcę powoływał i odwoływał Minister Przemysłu Chemicznego.
Do zakresu działania dyrektora należało w szczególności:
- kierowanie całością prac naukowo-badawczych i organizacyjno-administracyjnych Instytutu,
- przedstawianie Radzie Naukowej do zaopiniowania projektów planów prac oraz preliminarzy dochodów i wydatków Instytutu,
- przedstawianie Ministrowi Przemysłu Chemicznego za pośrednictwem dyrektora Centralnego Zarządu Przemysłu Gumowego do zatwierdzenia planów prac i preliminarzy dochodów i wydatków,
- tworzenie w ramach Instytutu za zgodą Ministra Przemysłu Chemicznego zakładów badawczych i doświadczalnych,
- zwoływanie konferencji i zjazdów naukowych,
- przedstawianie Ministrowi Przemysłu Chemicznego sprawozdań z działalności Instytutu za pośrednictwem dyrektora Centralnego Zarządu Przemysłu Gumowego.

## Rada Naukowa
Przy Instytucie działała Rada Naukowa, która składała się z przewodniczącego, jego zastępcy oraz co najmniej 6 członków powołanych przez Ministra Przemysłu Chemicznego na okres 3 lat spośród przedstawicieli nauki i znawców zagadnień wchodzących w zakres działania Instytutu.
Do zakresu działania Rady Naukowej należało:
- inicjowanie prac naukowo-badawczych,
- opiniowanie planów prac oraz preliminarzy dochodów i wydatków Instytutu,
- wypowiadanie się w sprawach dotyczących organizacji Instytutu,
- rozpatrywanie innych spraw na zlecenie Ministra Przemysłu Chemicznego lub na wniosek przewodniczącego Rady.